# Internaples
FBC Internaples – włoski klub piłkarski, mający swoją siedzibę w mieście Neapol, na południu kraju.

## Historia
Chronologia nazw:
- 1922: Foot-Ball Club Internazionale-Naples - po fuzji klubów Internazionale Napoli i Naples FBC
- 1926: klub rozwiązano - powstał A.C. Napoli
- 1944: Foot-Ball Club Internaples
- 1953: klub rozwiązano

Piłkarski klub Internazionale-Naples został założony w Neapolu w 1922 roku w wyniku fuzji klubów Internazionale Napoli i Naples FBC. W sezonie 1922/23 debiutował w Prima Divisione. Najpierw był drugim w Sezione campana, a potem zajął czwarte miejsce w grupie B półfinałów międzyregionalnych Lega Sud. W sezonie 1923/24 najpierw ponownie zajął drugie miejsce w Sezione campana, a potem był trzecim w grupie B półfinałów międzyregionalnych Lega Sud. W sezonie 1924/25 klub został sklasyfikowany na trzeciej pozycji w rozgrywkach Sezione campana Lega Sud Prima Divisione. W sezonie 1925/26 klub zwyciężył najpierw w Sezione campana, a potem wygrał grupę A półfinałów międzyregionalnych Lega Sud, następnie przegrywając w finale Lega Sud z Alba Roma (1:6 i 1:1). 1 sierpnia 1926 akcjonariusze klubu postanowiły zmienić nazwę klubu (Inter - kojarzył się z komunistyczną piosenką L’Internationale, a Naples to anglojęzyczna nazwa miasta), w wyniku czego powstał nowy klub A.C. Napoli, a Internaples został rozwiązany.
W 1944 klub został reaktywowany. W Coppa della Liberazione w 1944 roku klub zajął 3.miejsce w grupie finałowej, a następnie w 1945 roku uczestniczył w Campionato campano di guerra, zajmując siódme miejsce. W sezonie 1945/46 startował w Prima Divisione campana, najpierw zwyciężył w grupie D, a potem nawet zakwalifikował się do wielkiego finału o tytuł mistrza Kampanii, w którym wygrał mecz przeciwko Angri (3-2). Jednak pomimo zwycięstwa w tym sezonie, nie był dopuszczony do Serie C. W następnym sezonie 1946/47 startował ponownie w mistrzostwach Prima Divisione campana, zajmując 5.miejsce w grupie A. Do 1953 klub występował w regionalnych rozgrywkach Prima Divisione campana, po czym został rozwiązany.

## Sukcesy

### Trofea międzynarodowe
Nie uczestniczył w rozgrywkach europejskich (stan na 31-05-2017).

### Trofea krajowe
| \| \| Zdobyte trofea w rozgrywkach Włoch (stan na: 31-05-2017) \| |                                                          |      |                    |
| Rozgrywki                                                         | Osiągnięcie                                              | Razy | Sezon(y)           |
| · Mistrzostwo                                                     | I miejsce                                                | 0    |                    |
| · Mistrzostwo                                                     | II miejsce                                               | 0    |                    |
| · Mistrzostwo                                                     | III miejsce                                              | 0    |                    |
| · Mistrzostwo                                                     | finalista                                                | 1    | 1925/26 (Lega Sud) |
| · Puchar                                                          | zdobywca                                                 | 0    |                    |
| · Puchar                                                          | finalista                                                | 0    |                    |
| II liga                                                           | I miejsce                                                | 0    |                    |
| II liga                                                           | II miejsce                                               | 0    |                    |
| II liga                                                           | III miejsce                                              | 0    |                    |
| Włochy                                                            | Zdobyte trofea w rozgrywkach Włoch (stan na: 31-05-2017) |      |                    |

## Stadion
Klub rozgrywał swoje mecze domowe na Stadio Militare dell'Arenaccia w Neapolu, który może pomieścić 3000 widzów.